# Oncostemum macrophyllum
Oncostemum macrophyllum är en viveväxtart som beskrevs av Carl Christian Mez. Oncostemum macrophyllum ingår i släktet Oncostemum och familjen viveväxter. Inga underarter finns listade i Catalogue of Life.